# Andrea Borghesi
Andrea Borghesi (Avezzano, 1972) è un sindacalista italiano, segretario generale di NIdiL (Nuove Identità di Lavoro) CGIL dal 2018.

## Biografia
Nel 1995 comincia il suo percorso sindacale nella Camera del Lavoro CGIL di Avezzano prima come volontario nel Centro Informazione Disoccupati e, successivamente, nell'Ufficio Immigrati. Dopo aver ricoperto gli incarichi di segretario generale della Flai CGIL di Avezzano e dell'Aquila, dal 2004 al 2010 lavora presso l'Ufficio Studi e poi nel Dipartimento Organizzazione dello Spi (Sindacato Pensionati Italiani) CGIL nazionale.
Dal 2010 è nella segreteria nazionale di NIdiL CGIL dove segue i temi somministrazione di lavoro, previdenza, salute e sicurezza. Nel 2018, a Napoli, durante il V Congresso nazionale NIdiL CGIL viene eletto segretario generale, riconfermato poi per il secondo mandato nel 2023 a Modena durante il VI Congresso nazionale NIdiL CGIL.